# Liste der Baudenkmäler in Haarzopf
Die Liste der Baudenkmäler in Haarzopf enthält die denkmalgeschützten Bauwerke auf dem Gebiet von Essen-Haarzopf, Stadtbezirk III, in Nordrhein-Westfalen (Stand: Oktober 2018). Diese Baudenkmäler sind in der Denkmalliste der Stadt Essen eingetragen; Grundlage für die Aufnahme ist das Denkmalschutzgesetz Nordrhein-Westfalen (DSchG NRW).

| Bild                     | Bezeichnung                  | Lage                         | Beschreibung | Bauzeit                                                    | Eingetragen seit  | Denkmal- nummer |
| ------------------------ | ---------------------------- | ---------------------------- | --- | ---------------------------------------------------------- | ----------------- | --------------- |
| Neusteinshof             | Neusteinshof                 | Alte Hatzper Straße 40 Karte | auch „Hof Neuen Stein“; aus den Baumaterialien des ehemaligen Back- und Brauhauses von Haus Stein, 1786 auf Abtei Werdener Gebiet neu errichteter Halfmannshof, Wohnhaus, Tor und Ziegelmauern stehen unter Schutz | ursprünglich 1786, Um- und Ausbauten um 1830 und nach 1903 | 25. April 1996    | 872             |
| Haus Stein               | Haus Stein                   | Birkmannsweg 35 Karte        | ehem. Dienstmannlehen der Abtei Werden; mittelalterliche Mauerreste und Keller mit Tonnengewölbe stehen unter Schutz                                                                                               | Ursprung im 14. Jahrhundert                                | 14. Februar 1985  | 36              |
| Fachwerkhaus             | Fachwerkhaus                 | Birkmannsweg 55 Karte        | | um 1800                                                    | 9. August 1990    | 561             |
| weitere Bilder           | Evangelische Kirche Haarzopf | Raadter Straße 79 Karte      | Grundsteinlegung 30. Juni 1912, eingeweiht am 15. Juni 1913; Architekt: Max Benirschke | 1912–1913                                                  | 25. April 1996    | 874             |
| Ehemaliger Hof Mühlendyk | Ehemaliger Hof Mühlendyk     | Roßkothenweg 7 Karte         | Ehemaliger landwirtschaftlicher Hof, bestehend aus Wohnhaus mit Stallteil, Altenteil und Scheune | 1781–1788                                                  | 12. November 1987 | 37              |
| Wohnhaus                 | Wohnhaus                     | Spielkampsweg 30 Karte       | | um 1800                                                    | 25. April 1996    | 873             |